# Danh sách 100 phim truyền cảm hứng của Viện phim Mỹ
Danh sách 100 truyền cảm hứng của Viện phim Mỹ (tiếng Anh: 100 Years... 100 Cheers: America's Most Inspiring Movies) là một trong các danh sách được Viện phim Mỹ (American Film Institute, viết tắt là AFI) lập ra nhân dịp kỉ niệm 100 năm ngày ra đời của nghệ thuật điện ảnh. Danh sách này bao gồm 100 bộ phim được coi là giàu cảm xúc nhất trong lịch sử điện ảnh Mỹ, nó được công bố ngày 16 tháng 11 năm 2005.

## Danh sách
1. It's a Wonderful Life (1946)
2. Giết con chim nhại (To Kill a Mockingbird, 1962)
3. Bản danh sách của Schindler (Schindler's List, 1993)
4. Rocky (1976)
5. Mr. Smith Goes to Washington (1939)
6. E.T. người ngoài hành tinh (E.T. The Extra-Terrestrial, 1982)
7. Chùm nho nổi giận (The Grapes of Wrath, 1940)
8. Breaking Away (1979)
9. Miracle on 34th Street (1947)
10. Giải cứu binh nhì Ryan (Saving Private Ryan, 1998)
11. The Best Years of Our Lives (1946)
12. Apollo 13 (1995)
13. Hoosiers (1986)
14. The Bridge on the River Kwai (1957)
15. The Miracle Worker (1962)
16. Norma Rae (1979)
17. Bay trên tổ chim cúc cu (One Flew Over the Cuckoo's Nest, 1975)
18. Nhật ký Anne Frank (The Diary of Anne Frank, 1959)
19. The Right Stuff (1983)
20. Philadelphia (1993)
21. In the Heat of the Night (1967)
22. The Pride of the Yankees (1942)
23. The Shawshank Redemption (1994)
24. National Velvet (1944)
25. Sullivan's Travels (1941)
26. The Wizard of Oz (1939)
27. High Noon (1952)
28. Field of Dreams (1989)
29. Gandhi (1982)
30. Lawrence of Arabia (1962)
31. Glory (1989)
32. Casablanca (1942)
33. City Lights (1931)
34. All the President's Men (1976)
35. Guess Who's Coming to Dinner (1967)
36. On the Waterfront (1954)
37. Forrest Gump (1994)
38. Pinocchio (1940)
39. Chiến tranh giữa các vì sao (Star Wars, 1977)
40. Mrs. Miniver (1942)
41. The Sound of Music (1965)
42. 12 Angry Men (1957)
43. Cuốn theo chiều gió (Gone with the Wind, 1939)
44. Spartacus (1960)
45. On Golden Pond (1981)
46. Lilies of the Field (1963)
47. 2001: A Space Odyssey (1968)
48. The African Queen (1951)
49. Meet John Doe (1941)
50. Seabiscuit (2003)
51. The Color Purple (1985)
52. Dead Poets Society (1989)
53. Shane (1953)
54. Rudy (1993)
55. The Defiant Ones (1958)
56. Ben-Hur (1959)
57. Sergeant York (1941)
58. Close Encounters of the Third Kind (1977)
59. Dances with Wolves (1990)
60. Cánh đồng chết (The Killing Fields, 1984)
61. Sounder (1972)
62. Braveheart (1995)
63. Rain Man (1988)
64. The Black Stallion (1979)
65. A Raisin in the Sun (1961)
66. Silkwood (1983)
67. The Day the Earth Stood Still (1951)
68. An Officer and a Gentleman (1982)
69. The Spirit of St. Louis (1957)
70. Coal Miner's Daughter (1980)
71. Cool Hand Luke (1967)
72. Dark Victory (1939)
73. Erin Brockovich (2000)
74. Gunga Din (1939)
75. The Verdict (1982)
76. Birdman of Alcatraz (1962)
77. Driving Miss Daisy (1989)
78. Thelma and Louise (1991)
79. Mười điều răn (The Ten Commandments, 1956)
80. Babe (1995)
81. Boys Town (1938)
82. Fiddler on the Roof (1971)
83. Mr. Deeds Goes to Town (1936)
84. Serpico (1973)
85. What's Love Got To Do With It? (1993)
86. Stand and Deliver (1988)
87. Working Girl (1988)
88. Yankee Doodle Dandy (1942)
89. Harold and Maude (1972)
90. Hotel Rwanda (2004)
91. The Paper Chase (1973)
92. Fame (1980)
93. A Beautiful Mind (2001)
94. Captains Courageous (1937)
95. Places in the Heart (1984)
96. Searching For Bobby Fischer (1993)
97. Madame Curie (1943)
98. The Karate Kid (1984)
99. Ray (2004)
100. Chariots of Fire (1981)